# Луна Филиповић
Луна Филиповић (Пирот, 6. септембар 1974) је српски лингвиста, универзитетски професор, истраживач и научна радница која живи и ради у Калифорнији. 

## Биографија
Луна Филиповић рођена је 6. септембра 1974. године у Пироту. Основну школу „Вук Караџић” и Гимназију у Пироту завршила је као ученик генерације.
Дипломирала је 1997. године на Одсеку за енглески језик и књижевност Филолошког факултета у Београду као најбољи студент своје генерације са просечном оценом 9,73. Постдипломске студије наставила је на Универзитету у Кембриџу у Великој Британији као стипендиста британске владе. На Кембриџу је најпре магистрирала 1999. године са темом Language – specific expression of motion and its use in narrative texts, а потом одбранила и докторску дисертацију Verbs in motion expressions: Structural perspectives на Департману за лингвистику 2002. године. По завршетку докторских студија, на Кембриџу је предавала семантику и прагматику до јула 2004. Савет за економска и социјална истраживања (енгл. Economic and Social Research Council (ESRC)) доделио јој је постдокторску стипендију из области психолингвистике, те је период од 2005. до 2008. године провела као истраживач на Департману за психологију Лондонског универзитетског колеџа. Од 2008. до 2011. године поново је радила на Кембриџу у оквиру постдокторског истраживачког програма додељеног од стране Leverhulme Trust & Newton Trust фондација.
Дужност професора обављала је на Кембриџу до 2011. године, да би потом прешла на Универзитет Ист Англиа (енгл. East Anglia) у Норичу (енгл. Norwich) као професор на Одсеку за студије језика и комуникације. Луна Филиповић ангажована је на магистарским и докторским студијама из области форензичке лингвистике, примењене лингвистике и експерименталне психолингвистике. У свом научноистраживачком раду из форензичке лингвистике бави се откривањем разлога због којих долази до неспоразума у полицијским испитивањима која се обављају уз помоћ превођења на различите језике. Својим експерименталним радом настоји да објасни како одређени језик који говори сведок или осумњичени може да утиче на квантитет и квалитет датих информација, те указује како, зашто и када ове информације могу бити искривљене у преводу, утичући на памћење сведока и пресуду пороте. Њен истраживачки рад током година финансирали су велики истраживачки савети Велике Британије (ESRC и AHRC), Министарство економије и конкурентности Шпаније, као и фондације Leverhulme Trust, The Newton Trust, Cambridge Assessment, Leventis фондација и фондација „Студеница”. Била је чланица панела за доделу грантова намењених истраживањима у лингвистици и психологији при британском државном телу за истраживања и иновације (енгл. UK Research and Innovation (UKRI)). Луна Филиповић руководи и мултидисциплинарним пројектом ТАЦИТ (енгл. TACIT – Translation and Communication in Training), који најновије резултате истраживања у области двојезичности и комуникације имплементира у материјале за обуку полицајаца, језичких стручњака и универзитетских наставника у Европи. Циљ пројекта је обезбеђивање бољег приступа у комуникацији везаној за закон и право, а посебно осигуравање једнакости у правном смислу за говорнике нематерњег језика. Почев од јануара 2023. године, Луна Филиповић живи у Калифорнији где предаје на Одсеку за лингвистику Универзитета Калифорнија у Дејвису.
Луна говори српски, енглески, италијански, шпански, француски, кинески и грчки језик. 